# Средние школы в Республике Сербской
Средние школы в Республике Сербской — все зарегистрированные организации, которые предлагают услуги среднего образования гражданам Республики Сербской согласно программам и учебным планам, утверждённым Педагогическим институтом Министерства образования и культуры Республики Сербской. Учебники для средних школ издаёт Институт учебников и учебно-методических комплектов Республики Сербской. Подавляющее большинство школ — это государственные школы (их насчитывается 88), есть также три новые частные школы. Школы действуют с 1992 года. Помимо разделения на государственные и частные школы, средние школы также классифицируются и по различным учебным планам. В ноябре 2009 года в соответствии с «Законом о среднем образовании и воспитании Республики Сербской» в Народной скупщине была принята «Стратегия развития образования Республики Сербской за период 2010—2014», воздействующая на всё образование (в том числе и на среднее) в стране.

## Типы средних школ
В Республике Сербской зарегистрирована 91 средняя школа: 88 государственных, основанных Республикой Сербской по закону об образовании, и три частные. Три частные финансируются по инициативе основателя, то есть Министерства образования и культуры Республики Сербской. Педагогический институт Республики Сербской разделяет средние общеобразовательные учреждения также на следующие дополнительные категории:
- гимназии
- школы искусств
- профессиональные технические школы
- профессиональные трёхлетние школы
- религиозные школы
- школы для детей-инвалидов
- школы для совершеннолетних

В Республике Сербской действует 10 отдельных гимназий и ещё 30 гимназий в составе смешанных средних школ.

## Учебные планы
Педагогическим институтом Республики Сербской утверждены 13 основных планов и программ среднего образования в Республике Сербской, которые применяются в зависимости от образовательных услуг, предлагаемых школой:
- Сельское хозяйство и пищевая промышленность
- Лесное хозяйство и деревообработка
- Геология, горное дело и металлургия
- Машиностроение и металлообработка
- Электротехника
- Химия, неметаллы и графика
- Текстильное и кожевенное дело
- Геодезия и гражданское строительство
- Транспорт
- Туризм и обслуживание
- Экономия, право и торговля
- Здравоохранение
- Другие виды деятельности

## Средние школы
| Название                                                                     | Улица                              | Населённый пункт | Община                          | Тип                       | Примечание                                                             | Фото |
| ---------------------------------------------------------------------------- | ---------------------------------- | ---------------- | ------------------------------- | ------------------------- | ---------------------------------------------------------------------- | ---- |
| Баня-Лукская гимназия                                                        | Змай Йовина, дом 13                | Центр            | Баня-Лука                       | Гимназия                  |                                                                        |      |
| Строительная школа                                                           | Доктора Младена Стояновича, 7      | Нова варош       | Баня-Лука                       |                           |                                                                        |      |
| Экономическая школа                                                          | Короля Альфонсо XIII, 34           | Центр            | Баня-Лука                       |                           |                                                                        |      |
| Электротехническая школа «Никола Тесла»                                      | Еврейская, 48                      | Центр            | Баня-Лука                       |                           |                                                                        |      |
| Медицинская школа Баня-Луки                                                  | Цетинская, 1                       | Кочичев-Виенац   | Баня-Лука                       |                           | Предыдущая школа находилась на улице Здравко Корде, 1 и была разрушена |      |
| Сельскохозяйственная школа                                                   | Князя Милоша, 9                    | Лазарево         | Баня-Лука                       |                           |                                                                        |      |
| Техническая школа                                                            | Джуре Даничича, 2                  | Центр            | Баня-Лука                       |                           |                                                                        |      |
| Технологическая школа                                                        | Пиланская, ББ                      | Лазарево         | Баня-Лука                       |                           |                                                                        |      |
| Школа продовольствия, торговли и туризма                                     | Воеводы Степы, 44                  | Обиличево        | Баня-Лука                       |                           |                                                                        |      |
| Школа сельского хозяйства                                                    | Николы Пашича, ББ                  | Центр            | Баня-Лука                       |                           |                                                                        |      |
| Музыкальная школа «Владо Милошевич»                                          | Йована Дучича, 23                  | Центр            | Баня-Лука                       | школа искусств            |                                                                        |      |
| Центр образования, воспитания и реабилитации                                 | Йована Рашковича, 28               | Паприковац       | Баня-Лука                       |                           |                                                                        |      |
| Центр «Защити меня» (Заштити ме)                                             | Полёканов парк, ББ                 | Кочичев-Виенац   | Баня-Лука                       |                           |                                                                        |      |
| Средняя профессиональная школа                                               | Деспота Стефана Лазаревича, ББ     | Лазарево         | Баня-Лука                       | Частная                   | Первая частная средняя школа в Республике Сербской                     |      |
| Центр среднего образования «Гемит — Апейрон»                                 | Воеводы Перо Креца, 13             | Обиличево        | Баня-Лука                       | Частная                   | Частная средняя школа                                                  |      |
| Католический школьный центр «Блаженный Иван Мерц»                            | Сербская, 30                       | Центр            | Баня-Лука                       | Религиозная, частная      | Частная средняя школа                                                  |      |
| Гимназия «Филип Вишнич»                                                      | Рачанская, 94                      | Биелина          | Биелина                         | Гимназия                  |                                                                        |      |
| Экономическая школа                                                          | Рачанская, 94                      | Биелина          | Биелина                         |                           |                                                                        |      |
| Сельскохозяйственная и медицинская школа                                     | Семберских ратарей, 1              | Биелина          | Биелина                         |                           |                                                                        |      |
| Техническая школа «Михаил Пупин»                                             | Рачанская, ББ                      | Биелина          | Биелина                         |                           |                                                                        |      |
| Музыкальная школа «Стеван Стоянович Мокраняц»                                | Карагеоргиева, 5                   | Биелина          | Биелина                         | Школа искусств            |                                                                        |      |
| Средняя профессиональная школа                                               | Карагеоргиева, 250                 | Яня              | Биелина                         |                           |                                                                        |      |
| Центр среднего образования «Голуб Куреш»                                     | Владимира Гачиновича, 1            | Билеча           | Билеча                          |                           |                                                                        |      |
| Центр среднего образования «Братунац»                                        | Петра Кочича, ББ                   | Братунац         | Братунац                        |                           |                                                                        |      |
| Средняя школа «Никола Тесла»                                                 | Короля Петра I Освободителя, ББ    | Брод             | Брод                            |                           |                                                                        |      |
| Средняя школа «Иво Андрич»                                                   | Короля Петра I, 16                 | Вишеград         | Вишеград                        |                           |                                                                        |      |
| Центр среднего образования «Милорад Влачич»                                  | Святых Апостолов Петра и Павла, 37 | Власеница        | Власеница                       |                           |                                                                        |      |
| Центр среднего образования «Никола Тесла»                                    | Бранко Радичевича, 1               | Вукосавле        | Вукосавле                       |                           |                                                                        |      |
| Центр среднего образования «Перо Слиепчевич»                                 | Салоникских добровольцев, 24       | Гацко            | Гацко                           |                           |                                                                        |      |
| Гимназия                                                                     | Площадь Святого Саввы, 3А          | Градишка         | Градишка                        | Гимназия                  |                                                                        |      |
| Техническая школа                                                            | Косовской девушки, ББ              | Градишка         | Градишка                        |                           |                                                                        |      |
| Средняя профессиональная школа                                               | Видовданская, ББ                   | Градишка         | Градишка                        |                           |                                                                        |      |
| Гимназия с техническими школами                                              | Святого Саввы, ББ                  | Дервента         | Дервента                        | Гимназия                  |                                                                        |      |
| Профессиональная школа рабочей подготовки                                    | Святого Саввы, ББ                  | Дервента         | Дервента                        |                           |                                                                        |      |
| Институт для слепых и слабовидящих «Будучность»                              | Стевана Немани, 12                 | Дервента         | Дервента                        | Школа для детей-инвалидов |                                                                        |      |
| Гимназия                                                                     | Хиландарская, 2                    | Добой            | Добой                           | Гимназия                  |                                                                        |      |
| Экономическая и торговая школа                                               | Царя Душана, 18                    | Добой            | Добой                           |                           |                                                                        |      |
| Медицинская школа                                                            | Поп Любина, 103                    | Добой            | Добой                           |                           |                                                                        |      |
| Техническая школа                                                            | Царя Душана, 19                    | Добой            | Добой                           |                           |                                                                        |      |
| Школа транспорта и электротехники                                            | Царя Душана, 18                    | Добой            | Добой                           |                           |                                                                        |      |
| Школа управления, обслуживания и экономики                                   | Царя Душана, 18                    | Добой            | Добой                           |                           |                                                                        |      |
| Гимназия и средняя профессиональная школа «Петар Кочич»                      | Вука Караджича, 69                 | Зворник          | Зворник                         | Гимназия                  |                                                                        |      |
| Технический учебный центр                                                    | Каракай, ББ                        | Зворник          | Зворник                         |                           |                                                                        |      |
| Гимназия и средняя профессиональная школа «Источна-Илиджа»                   | Стефана Немани, 10                 | Источна-Илиджа   | Источна-Илиджа, Источно-Сараево | Гимназия                  |                                                                        |      |
| Средняя школа «28 июня»                                                      | Стефана Немани, 10                 | Источна-Илиджа   | Источна-Илиджа, Источно-Сараево |                           |                                                                        |      |
| Средняя профессиональная школа «Йован Дучич»                                 | Дуйко Комленовича, ББ              | Кнежево          | Кнежево                         |                           |                                                                        |      |
| Смешанная средняя школа «Никола Тесла»                                       | Доситеева, ББ                      | Козарска-Дубица  | Козарска-Дубица                 |                           |                                                                        |      |
| Центр среднего образования                                                   | Тавия, ББ                          | Костайница       | Костайница                      |                           |                                                                        |      |
| Центр среднего образования «Никола Тесла»                                    | Николы Теслы, ББ                   | Котор-Варош      | Котор-Варош                     |                           |                                                                        |      |
| Центр среднего образования «Вук Караджич»                                    |                                    | Лопаре           | Лопаре                          |                           |                                                                        |      |
| Средняя школа «Светозар Чорович»                                             | Светосавская, ББ                   | Любине           | Любине                          |                           |                                                                        |      |
| Центр среднего образования «Миличи»                                          |                                    | Миличи           | Миличи                          |                           |                                                                        |      |
| Центр среднего образования «Йован Цвийич»                                    | Омладинская, ББ                    | Модрича          | Модрича                         |                           |                                                                        |      |
| Гимназия                                                                     | Симы Шолаи, 25                     | Мрконич-Град     | Мрконич-Град                    | ГИмназия                  |                                                                        |      |
| Машиностроительная школа                                                     | Симы Шолаи, 25                     | Мрконич-Град     | Мрконич-Град                    |                           |                                                                        |      |
| Центр среднего образования «Алекса Шантич»                                   | Обрена Ивковича, ББ                | Невесине         | Невесине                        |                           |                                                                        |      |
| Гимназия «Петар Кочич»                                                       | Доситея Обрадовича, 6              | Нови-Град        | Нови-Град                       | Гимназия                  |                                                                        |      |
| Смешанная школа «Джуро Радманович»                                           | Доситея Обрадовича, 6              | Нови-Град        | Нови-Град                       |                           |                                                                        |      |
| Центр среднего образования «Пале»                                            | Негошева, 7                        | Пале             | Пале, Источно-Сараево           |                           |                                                                        |      |
| Центр среднего образования «Петрово»                                         | Озренских отрядов, ББ              | Петрово          | Петрово                         |                           |                                                                        |      |
| Гимназия «Святой Сава» (Свети Сава)                                          | Николы Пашича, 6Б                  | Приедор          | Приедор                         | Гимназия                  |                                                                        |      |
| Электротехническая школа                                                     | Николы Пашича, 4                   | Приедор          | Приедор                         |                           |                                                                        |      |
| Машиностроительная школа                                                     | Николы Пашича, 4                   | Приедор          | Приедор                         |                           |                                                                        |      |
| Школа сельского хозяйства и продовольствия                                   | Николы Пашича, 4                   | Приедор          | Приедор                         |                           |                                                                        |      |
| Школа обслуживания и экономики                                               | Вука Караджича, 16                 | Приедор          | Приедор                         |                           |                                                                        |      |
| Медицинско-технологическая и строительная школа                              | Николы Пашича, 4                   | Приедор          | Приедор                         |                           |                                                                        |      |
| Средняя и начальная музыкальная школа                                        | Бранислава Нушича, 9               | Приедор          | Приедор                         |                           |                                                                        |      |
| Специальная начальная и средняя школа «Джордже Натошевич»                    | Короля Александра, 6               | Приедор          | Приедор                         | Школа для детей-инвалидов |                                                                        |      |
| Гимназия                                                                     | Раде Вранешевича, 1                | Прнявор          | Прнявор                         | Гимназия                  |                                                                        |      |
| Средняя школа Прнявора                                                       | Раде Вранешевича, 1                | Прнявор          | Прнявор                         |                           |                                                                        |      |
| Центр среднего образования «Лазар Джукич»                                    | Раде Йовановича, ББ                | Горни-Рибник     | Рибник                          |                           |                                                                        |      |
| Средняя школа «Рогатица»                                                     | Сербского единства, 116            | Рогатица         | Рогатица                        |                           |                                                                        |      |
| Центр среднего образования                                                   | Царя Душана, ББ                    | Рудо             | Рудо                            |                           |                                                                        |      |
| Средняя школа Соколаца                                                       | Омладинская, 2                     | Соколац          | Соколац, Источно-Сараево        |                           |                                                                        |      |
| Смешанный учебный центр «Петар Кочич»                                        | Данка Митрова, ББ                  | Србац            | Србац                           |                           |                                                                        |      |
| Центр среднего образования «Сребреница»                                      | Светосавска, ББ                    | Сребреница       | Сребреница                      |                           |                                                                        |      |
| Смешанная школа «Никола Тесла»                                               | Карагеоргиева, ББ                  | Теслич           | Теслич                          |                           |                                                                        |      |
| Средняя смешанная школа «Йован Дучич»                                        | Карагеоргиева, ББ                  | Теслич           | Теслич                          |                           |                                                                        |      |
| Гимназия «Йован Дучич»                                                       | Вождя Карагеоргия, 1               | Требине          | Требине                         | Гимназия                  |                                                                        |      |
| Центр средних школ                                                           | Вождя Карагеоргия, 1               | Требине          | Требине                         |                           |                                                                        |      |
| Техническая школа Требине                                                    | Вождя Карагеоргия, 1               | Требине          | Требине                         |                           |                                                                        |      |
| Средняя школа «Михайло Петрович Алас»                                        | Карагеоргиева, 19                  | Углевик          | Углевик                         |                           |                                                                        |      |
| Центр среднего образования «Фоча»                                            | Царя Душана, ББ                    | Фоча             | Фоча                            |                           |                                                                        |      |
| Богословская школа «Святой Пётр Дабробоснийский» (Свети Петар Дабробосански) | Велечево, ББ                       | Фоча             | Фоча                            | Религиозная               |                                                                        |      |
| Центр среднего образования «Петар Петрович Негош»                            | Короля Петра I Освободителя, 36    | Чайниче          | Чайниче                         |                           |                                                                        |      |
| Средняя школа                                                                | Воеводы Мишича, 21                 | Челинац          | Челинац                         |                           |                                                                        |      |
| Средняя школа «Никола Тесла»                                                 | Царя Лазара, ББ                    | Шамац            | Шамац                           |                           |                                                                        |      |
| Средняя школа «Петар II Петрович Негош»                                      | Бранко Радичевича, ББ              | Шековичи         | Шековичи                        |                           |                                                                        |      |
| Центр среднего образования                                                   | Николы Теслы, 32                   | Шипово           | Шипово                          |                           |                                                                        |      |
|                                                                              |                                    |                  |                                 |                           |                                                                        |      |